# Дискретная математика
Дискре́тная матема́тика — неклассифицируемое объединение нескольких разделов математики, изучающее дискретные математические структуры, такие как графы и утверждения в логике.
В контексте математики в целом дискретная математика часто отождествляется с конечной математикой — направлением, изучающим конечные структуры — конечные графы, конечные группы, конечные автоматы.. Конечность определяет некоторые особенности, не присущие разделам, работающим с бесконечными и непрерывными структурами, например, в дискретных направлениях как правило обширнее класс разрешимых задач, так как во многих случаях возможен полный перебор вариантов, тогда как при работе с бесконечными и непрерывными структурами для разрешимости обычно требуются существенные ограничения. В связи с этим в дискретной математике особо важную роль играют задачи построения конкретных алгоритмов, и в том числе, эффективных с точки зрения вычислительной сложности. Ещё одна особенность дискретной математики — невозможность применения для её экстремальных задач техник анализа, существенно использующих недоступные для дискретных структур понятия гладкости. Поднаправление анализа, не использующее понятия непрерывности и предела и нацеленное на получение целочисленных результатов — дискретный анализ — считается частью дискретной математики, и иногда даже целиком с ней отождествляется. В целом можно считать, что дискретная математика охватывает значительные части алгебры, теории чисел, математической логики.
Широкое использование понятия о дискретной математике началось в 1960-е годы, по-видимому, в связи бурным развитием приложений к информатике: в СССР с 1971 года начал издаваться журнал «Дискретная математика», в 1979 году Американским математическим обществом учреждена премия Фалкерсона, вручаемая за «заслуги в области дискретной математики», в Германской ассоциации математиков образована секция дискретной математики, раз в два года присуждающая профильную премию.
В 1980-е годы появились университетские курсы по дискретной математике, затем появились учебники по дискретной математике для средней школы. В рамках учебных программ дискретная математика обычно рассматривается как совокупность разделов, связанных с приложениями к информатике и вычислительной технике: теория функциональных систем, теория графов, теория автоматов, теория кодирования, комбинаторика, целочисленное программирование.